# Leopold Mayer (Dirigent)
Leopold Mayer (* 25. Oktober 1918 in Wien; † 8. Jänner 2003 in Linz) war ein österreichischer Dirigent, Intendant und Musikwissenschaftler.

## Leben und Wirken
Leopold Mayer studierte Musikwissenschaft an der Universität Wien und Dirigieren bei Hans Swarowsky an der Musikakademie Wien. Von 1947 bis 1949 war er musikalischer Leiter des Stadttheaters Steyr, ab 1949 war er in Linz tätig. Er war Chordirektor sowie Opern- und Operettendirigent am Landestheater Linz. 1961 bis 1964 Operettenchef dieses Theaters, wo er u. a. die Uraufführung von Igo Hofstetters Operette Roulette der Herzen leitete.
Ab 1963 war Mayer zudem Leiter der ORF-Abteilung Operette, von 1968 bis zu seiner Pensionierung 1984 für ernste Musik. Er dirigierte zahlreiche Sinfoniekonzerte im In- und Ausland, viele davon im Linzer Brucknerhaus.
1965 bis 1968  war Mayer zudem musikalischer Leiter der Seefestspiele Mörbisch und dirigierte Operettenaufführungen in München und Berlin mit Marika Rökk u. a. Er leitete Operettenkonzerte in Brüssel, Wien, Salzburg und Linz. 1961 bis 1990 war er auch als Dirigent des Linzer Konzertvereins tätig.
Mayer war Gründer des ORF-Kammerorchesters, mit dem er Konzerte im In- und Ausland gab. 1955 bis 1984 war er Leiter der Dirigentenklasse, des Orchesters und der Opernschule am Linzer Brucknerkonservatorium.
1984 bis 1989 war er Gründungspräsident des Vereins Freunde des Linzer Musiktheaters.

## Auszeichnungen
- Berufstitel Professor (1971)